# Lepidosaphes madagascariensis
Lepidosaphes madagascariensis är en insektsart som först beskrevs av Mamet 1950.  Lepidosaphes madagascariensis ingår i släktet Lepidosaphes och familjen pansarsköldlöss.
Artens utbredningsområde är Madagaskar. Inga underarter finns listade i Catalogue of Life.